# Circourt
Circourt és un municipi francès, situat al departament dels Vosges i a la regió del Gran Est. L'any 2007 tenia 100 habitants.

## Demografia

### Població
El 2007 la població de fet de Circourt era de 100 persones. Hi havia 38 famílies, de les quals 8 eren unipersonals (4 homes vivint sols i 4 dones vivint soles), 13 parelles sense fills, 13 parelles amb fills i 4 famílies monoparentals amb fills.
La població ha evolucionat segons el següent gràfic:
Habitants censats

### Habitatges
El 2007 hi havia 40 habitatges, 38 eren l'habitatge principal de la família, 1 era una segona residència i 1 estava desocupat. 39 eren cases i 1 era un apartament. Dels 38 habitatges principals, 35 estaven ocupats pels seus propietaris i 2 estaven llogats i ocupats pels llogaters; 1 tenia dues cambres, 1 en tenia tres, 8 en tenien quatre i 28 en tenien cinc o més. 30 habitatges disposaven pel capbaix d'una plaça de pàrquing. A 20 habitatges hi havia un automòbil i a 14 n'hi havia dos o més.

### Piràmide de població
La piràmide de població per edats i sexe el 2009 era:
| Homes | Edats   | Dones |
| ----- | ------- | ----- |
| 0     | 95 o +  | 0     |
| 0     | 90 a 94 | 0     |
| 4     | 85 a 89 | 0     |
| 0     | 80 a 84 | 0     |
| 4     | 75 a 79 | 8     |
| 0     | 70 a 74 | 0     |
| 4     | 65 a 69 | 4     |
| 0     | 60 a 64 | 0     |
| 0     | 55 a 59 | 0     |
| 4     | 50 a 54 | 0     |
| 4     | 45 a 49 | 0     |
| 0     | 40 a 44 | 0     |
| 12    | 35 a 39 | 4     |
| 0     | 30 a 34 | 8     |
| 0     | 25 a 29 | 8     |
| 0     | 20 a 24 | 0     |
| 4     | 15 a 19 | 8     |
| 4     | 10 a 14 | 4     |
| 0     | 5 a 9   | 8     |
| 0     | 0 a 4   | 4     |

## Economia
El 2007 la població en edat de treballar era de 57 persones, 44 eren actives i 13 eren inactives. De les 44 persones actives 41 estaven ocupades (24 homes i 17 dones) i 3 estaven aturades (1 home i 2 dones). De les 13 persones inactives 4 estaven jubilades, 4 estaven estudiant i 5 estaven classificades com a «altres inactius».
Activitats econòmiques
Dels 6 establiments que hi havia el 2007, 1 era d'una empresa alimentària, 4 d'empreses de construcció i 1 d'una empresa de serveis.
Dels 3 establiments de servei als particulars que hi havia el 2009, 2 eren guixaires pintors i 1 lampisteria.
L'any 2000 a Circourt hi havia 7 explotacions agrícoles.

## Poblacions més properes
El següent diagrama mostra les poblacions més properes.